# Hiestand Holding
Die Hiestand Holding AG mit Sitz in Schlieren war eine börsennotierte Schweizer Grossbäckerei mit Schwerpunkt auf Convenience-Tiefkühlbackwaren („Aufbackwaren“) sowie Verkaufskonzepten und Dienstleistungen, die 2008 in die Aryzta-Gruppe aufging. Die gesamte Hiestand-Gruppe beschäftigte zuletzt rund 3'200 Mitarbeiter und erwirtschaftete 2007 einen Umsatz von 741 Millionen Schweizer Franken. Die Marke Hiestand wird von Aryzta in der Schweiz weiterhin für Backwaren verwendet.

## Geschichte
Im Alter von 24 Jahren richtete Alfred „Fredy“ Hiestand in einer ausgedienten Wäscherei seine erste Backstube mit Teigmaschinen aus zweiter Hand ein. Das Startkapital betrug 5000 Franken.
Im Jahr 1967 legte er gemeinsam mit Albert Abderhalden den Grundstein für einen Convenience-Tiefkühlbackwarenkonzern, der vor seiner Übernahme im Jahr 2008 mit rund 3200 Mitarbeitenden einen Umsatz von 740,7 Millionen Schweizer Franken erwirtschaftete.
Ein Jahr später entwickelte Hiestand die ersten Gipfelteiglinge als Halbfabrikat für Bäckereien, welche er an Grosskunden vertrieb. Entscheidend war im Jahr 1988 die Vorgärung des Teiglings im Vorfeld des Einfrierens, um ihn anschliessend am Ort des Verkaufs zu einem späteren Zeitpunkt schnell und einfach backen zu können. In der Schweiz wurde er nach dieser erfolgreichen Entwicklung als „Gipfeli-König“ bekannt.
2003 verkaufte Alfred Hiestand seinen Anteil und zog sich aus dem Unternehmen zurück. Zeitweise führte Albert Abderhalden das Unternehmen.
Seit 1989 ist Hiestand auch in Deutschland mit den Marken Hiestand und Suhr vertreten. 2006 übernahm Hiestand die Firma Fricopan in Berlin-Neukölln mit deren Zweigwerk im sachsen-anhaltischen Immekath. Hiestand hatte Tochtergesellschaften in der Schweiz, in Deutschland, in Österreich, in Polen, in Malaysia, in Japan und in der Türkei.
Im August 2008 fusionierte das Unternehmen mit seinem grössten Aktionär, der irischen IAWS Group, zur Aryzta. Die beiden Unternehmen treten unter dem gemeinsamen Dach weiterhin mit den bestehenden Marken selbständig auf dem Markt auf. Die Aktien der Hiestand Holding waren bis am 20. August 2008 an der SWX Swiss Exchange notiert.